# Philipp Knoth
Philipp Knoth (* 1. April 1991 in Kiel) ist ein ehemaliger deutscher American-Football-Spieler.

## Laufbahn
Er übte die Sportarten Fußball, Tennis und Schwimmen aus, ab 2010 widmete er sich dem American Football. Im Vorfeld des Spieljahres 2012 gelang Knoth der Sprung in den Bundesliga-Kader der Kiel Baltic Hurricanes, zuvor hatte er in der zweiten Herrenmannschaft der Fördestädter gespielt. Wie sein Halbbruder Christopher Rieck wurde der 1,90 Meter große und 125 Kilogramm wiegende Knoth in der Verteidigung eingesetzt.
2014 und 2015 errang er mit Kiel den Titel in der European Football League (EFL). 2017 zog er sich aus Kiels Bundesligamannschaft zurück, zur Saison 2020 wurde er Mitglied des Trainerstabs und übernahm er im Gespann mit Tim Egdmann die Betreuung der Defensive Line.